# 滠口线路所
滠口线路所位于滠武铁路下行线K2+200处，滠口站与楠姆庙线路所之间。由中国铁路武汉局集团，不办理客货运业务，仅作列车跨线使用。

## 站场设施
线路所呈西北—东南走向，紧邻京广高速铁路正线。线路设备完全位于桥上，设有道岔5组，安全线1条，单渡线2条。滠武铁路下行线正线贯穿线路所；自丹水池站引出的丹水池联络线（下行线）在此汇入滠武铁路下行正线；本线路所同时引出天兴洲普客联络线（下行线）联通京广高速铁路L1/L2线路所。